# Hậu Lương (Ngũ Hồ thập lục quốc)

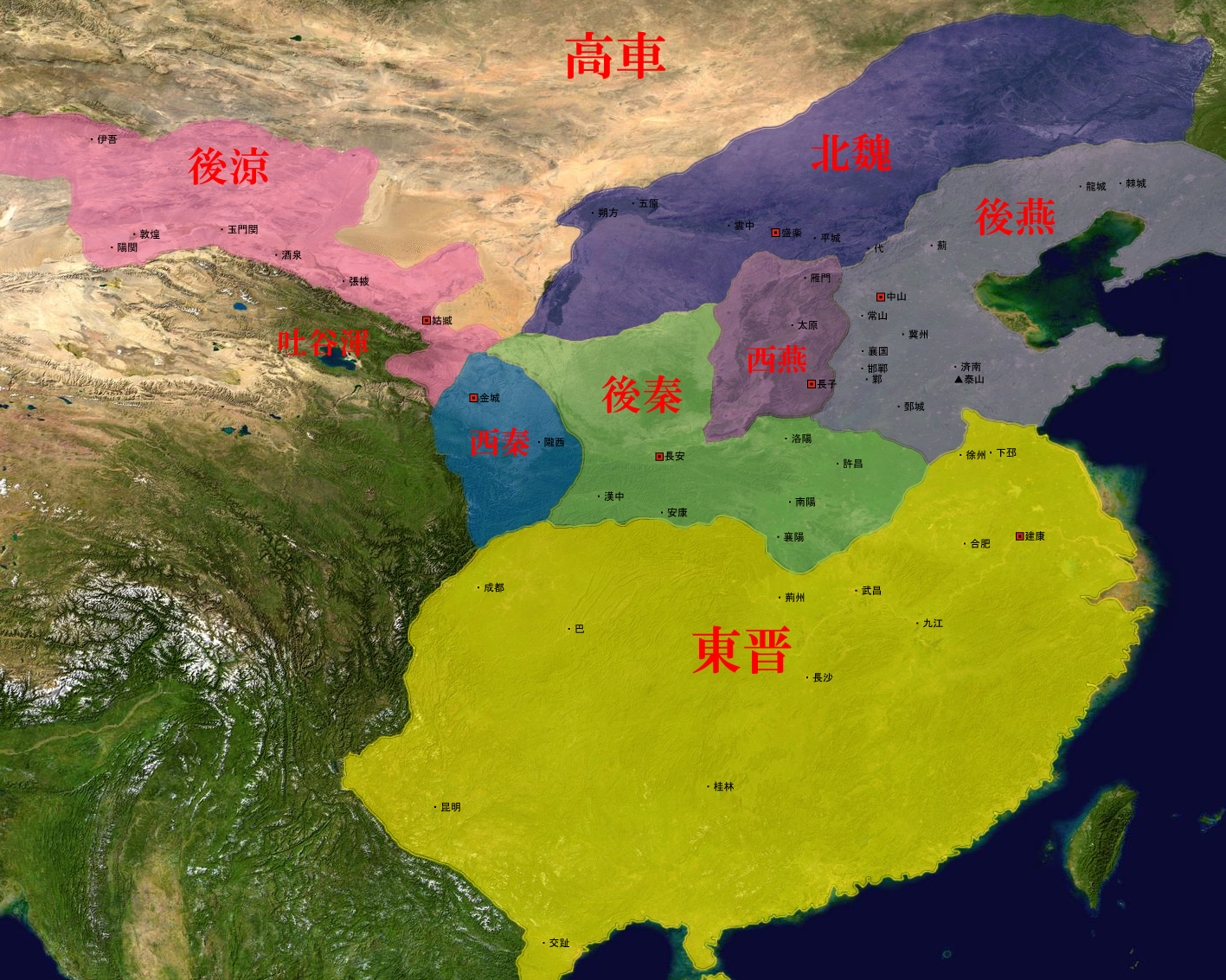
Thời kỳ 386-394
Hậu Lương
Đông Tấn
Bắc Ngụy
Hậu Yên
Tây Yên
Hậu Tần
Tây Tần

Nhà nước Hậu Lương (tiếng Trung giản thể: 后凉, phồn thể: 後凉, bính âm: Hòu Liáng) 386-403) là một tiểu quốc trong Ngũ Hồ thập lục quốc vào cuối thời kỳ nhà Tấn (265-420) tại Trung Quốc. Nó được người họ Lã (Lữ) của bộ lạc Đê thành lập tại khu vực Cam Túc ngày nay.
Tất cả những người cai trị của nhà nước Hậu Lương đều tự xưng là "Thiên Vương".

## Các vua Hậu Lương
| Miếu hiệu      | Thụy hiệu                                                               | Họ tên        | Trị vì  | Niên hiệu                                                             |
| -------------- | ----------------------------------------------------------------------- | ------------- | ------- | --------------------------------------------------------------------- |
| Thái Tổ 凉太祖 | Ý Vũ Hoàng Đế (懿武皇帝)                                                | Lã Quang 呂光 | 386-400 | Thái An (太安) 386-389 Lân Gia (麟嘉) 389-396 Long Phi (龍飛) 396-399 |
| Không          | Ẩn Vương (隱王)                                                         | Lã Thiệu 呂紹 | 400     | Long Phi (龍飛) 400                                                   |
| Không          | Linh Hoàng Đế (靈皇帝)                                                  | Lã Toản 呂纂  | 400-401 | Hàm Ninh (咸寧) 400-401                                               |
| Không          | Mạt Hoàng Đế (末皇帝) Thượng thư Công (尚書公) Kiến Khang Công (建康公) | Lã Long 呂隆  | 401-403 | Thần Đỉnh (神鼎) 401-403                                              |

|                                    |                                    |                                    |                                    |                                    |                                    |  |  | Lương Cảnh Chiêu Đế Lã Bà Lâu |                               |                               |                               |                               |                               |  |  |                                    |                                    |                                    |                                    |                                    |                                    |  |  |  |  |  |  |  |  |  |  |  |  |  |  |  |  |
|                                    |                                    |                                    |                                    |                                    |                                    |  |  |                               |                               |                               |                               |                               |                               |  |  |                                    |                                    |                                    |                                    |                                    |                                    |  |  |  |  |  |  |  |  |  |  |  |  |  |  |  |  |
|                                    |                                    |                                    |                                    |                                    |                                    |  |  |                               |                               |                               |                               |                               |                               |  |  |                                    |                                    |                                    |                                    |                                    |                                    |  |  |  |  |  |  |  |  |  |  |  |  |  |  |  |  |
| Lương Ý Vũ Đế Lã Quang 338-386-399 | Lương Ý Vũ Đế Lã Quang 338-386-399 | Lương Ý Vũ Đế Lã Quang 338-386-399 | Lương Ý Vũ Đế Lã Quang 338-386-399 | Lương Ý Vũ Đế Lã Quang 338-386-399 | Lương Ý Vũ Đế Lã Quang 338-386-399 |  |  |                               |                               |                               |                               |                               |                               |  |  | Lương Văn Đế Lã Bảo ?-392          | Lương Văn Đế Lã Bảo ?-392          | Lương Văn Đế Lã Bảo ?-392          | Lương Văn Đế Lã Bảo ?-392          | Lương Văn Đế Lã Bảo ?-392          | Lương Văn Đế Lã Bảo ?-392          |  |  |  |  |  |  |  |  |  |  |  |  |  |  |  |  |
| Lương Ý Vũ Đế Lã Quang 338-386-399 | Lương Ý Vũ Đế Lã Quang 338-386-399 | Lương Ý Vũ Đế Lã Quang 338-386-399 | Lương Ý Vũ Đế Lã Quang 338-386-399 | Lương Ý Vũ Đế Lã Quang 338-386-399 | Lương Ý Vũ Đế Lã Quang 338-386-399 |  |  |                               |                               |                               |                               |                               |                               |  |  | Lương Văn Đế Lã Bảo ?-392          | Lương Văn Đế Lã Bảo ?-392          | Lương Văn Đế Lã Bảo ?-392          | Lương Văn Đế Lã Bảo ?-392          | Lương Văn Đế Lã Bảo ?-392          | Lương Văn Đế Lã Bảo ?-392          |  |  |  |  |  |  |  |  |  |  |  |  |  |  |  |  |
|                                    |                                    |                                    |                                    |                                    |                                    |  |  |                               |                               |                               |                               |                               |                               |  |  |                                    |                                    |                                    |                                    |                                    |                                    |  |  |  |  |  |  |  |  |  |  |  |  |  |  |  |  |
| Lương Linh Đế Lã Toản ?-399-401    | Lương Linh Đế Lã Toản ?-399-401    | Lương Linh Đế Lã Toản ?-399-401    | Lương Linh Đế Lã Toản ?-399-401    | Lương Linh Đế Lã Toản ?-399-401    | Lương Linh Đế Lã Toản ?-399-401    |  |  | Lương Ẩn Vương Lã Thiệu ?-399 | Lương Ẩn Vương Lã Thiệu ?-399 | Lương Ẩn Vương Lã Thiệu ?-399 | Lương Ẩn Vương Lã Thiệu ?-399 | Lương Ẩn Vương Lã Thiệu ?-399 | Lương Ẩn Vương Lã Thiệu ?-399 |  |  | Lương Mạt Đế Lã Long ?-401-403-416 | Lương Mạt Đế Lã Long ?-401-403-416 | Lương Mạt Đế Lã Long ?-401-403-416 | Lương Mạt Đế Lã Long ?-401-403-416 | Lương Mạt Đế Lã Long ?-401-403-416 | Lương Mạt Đế Lã Long ?-401-403-416 |  |  |  |  |  |  |  |  |  |  |  |  |  |  |  |  |